# یی، ویکتوریا
یی (به انگلیسی: Yea) یک شهرک در استرالیا است که در Shire of Murrindindi واقع شده‌است.